# Leptochilus kemali
Leptochilus kemali är en stekelart som beskrevs av Gusenleitner 1977. Leptochilus kemali ingår i släktet Leptochilus och familjen Eumenidae. Inga underarter finns listade i Catalogue of Life.